# アイデンティティ (大黒摩季の曲)
「アイデンティティ」は、大黒摩季の23枚目のシングル。CDコードは、TOCT-4385。

## 概要
大黒摩季にとって初めてのセルフプロデュースシングル。
表題曲の「アイデンティティ」はTBSサッカーのイメージソングで、オリジナルバージョンのほか、ミックス違いのバージョンも3種収録されている。オリジナルバージョンはアルバム『RHYTHM BLACK』に収録されたが、ミックス違いの3バージョンはいずれもアルバム未収録となっている。また、カップリング曲の「Go Your Way」も同じくアルバム未収録である。
なお、大黒のシングルで唯一インストゥルメンタルバージョン・カラオケバージョンが収録されていない。

## 収録曲
1. アイデンティティ
2. アイデンティティ Dreamer Mix
3. アイデンティティ Outsider Mix
4. アイデンティティ 813 Fever Mix
5. Go Your Way

## 参加ミュージシャン
- 作詞・作曲：大黒摩季（#1〜#5）
- 編曲：小西貴雄（#1〜#2）
- Sound Design：Goh Suzuki for Watar Pipe & Dreams（#3）
- Remix：813 (DJ YUTAKA/Shingo.S)（#4）
- 編曲：葉山たけし（#5）

## 収録アルバム
アイデンティティ
- RHYTHM BLACK (2003年6月25日)
- GOLDEN☆BEST 大黒摩季 (2010年12月8日)
- Greatest Hits 1991-2016 〜All Singles +〜（2016年11月23日）

アイデンティティ Dreamer Mix
※アルバム未収録
アイデンティティ Outsider Mix
※アルバム未収録
アイデンティティ 813 Fever Mix
※アルバム未収録
Go Your Way
※アルバム未収録